# Fontanna z Lwami w Zambrowie
Fontanna z Lwami w Zambrowie – fontanna – pomnik trzech lwów w centralnym punkcie zambrowskiego rynku na Placu Władysława Sikorskiego. Stanowi jedną z wizytówek Zambrowa.

## Opis
Fontanna ma formę koła wypełnionego wodą, w środku którego umieszczony jest pomnik. Na granitowym cokole w formie schodków umieszczone są trzy figury lwów z grzywami, każdy wysokości ponad 1 metra. Dokładne rozmiary to: długość od 100 do 105 cm, szerokość 60–65 cm i wysokość 110–114 cm. Lwy zajmują pozy siedzące, są wsparte na przednich łapach, z ogonami zawiniętymi w lewo. Woda tryska z pysków zwierząt i z 15 dysz z postumentu, rozlokowanych po 5 między posągami. Figury są wykonane z brązu. Niecka i cokół fontanny wyłożone są beżowym granitem. Fontanna jest podświetlana diodami zmieniającymi kolor i natężenie światła. Wokół fontanny rozlokowany jest park na zambrowskim rynku. Jeden z lwów patrzy na Pomnik Powstania Styczniowego znajdujący się w południowo-wschodniej części zambrowskiego rynku.

## Historia
Obecna fontanna nawiązuje do istniejącej w tym miejscu od końca lat 50. XX wieku do początku lat 90. XX w. fontanny czterech lwów. Były one wykonane najprawdopodobniej z betonu i już w latach 80. pozostały tylko trzy lwy, a następnie fontanna uległa zniszczeniu. W 2008 r. Urząd Miasta Zambrów dokonał rewitalizacji fontanny z uwagi na to, że stanowiła jeden z symboli Zambrowa. Została ona uroczyście odsłonięta 28 września 2018 r. Fontanna z Lwami na zambrowskim rynku jest sentymentalnym miejscem dzieciństwa obecnych 30 i 40-latków. Historia zambrowskiej Fontanny z Lwami widziana oczami bohatera o imieniu Jaś, Janek i Jan została opisana w legendzie zambrowskiej pt. "Fontanna".

## Zambrowskie lwy w kulturze
- podobnie jak stare lwy, tak i nowe jako wizytówka Zambrowa widnieją na pocztówkach[7];
- są tematem wierszy lokalnych poetów;
- lwi motyw można spotkać na wielu miejskich posesjach.

## Zambrowskie fontanny
Fontanna z lwami nie jest jedyną zambrowską fontanną. Inne znajdują się na terenach zielonych nad zambrowskim zalewem na rzece Jabłonce:
- fontanna świetlna przy rondzie Romana Dmowskiego;
- zespół fontann na zambrowskim zalewie;
- fontanna na północnym brzegu zambrowskiego zalewu;
- fontanna w formie kaskady ogrodowej przy zambrowskim Parku Wodnym.